# Alte Privilegierte Apotheke Lehe

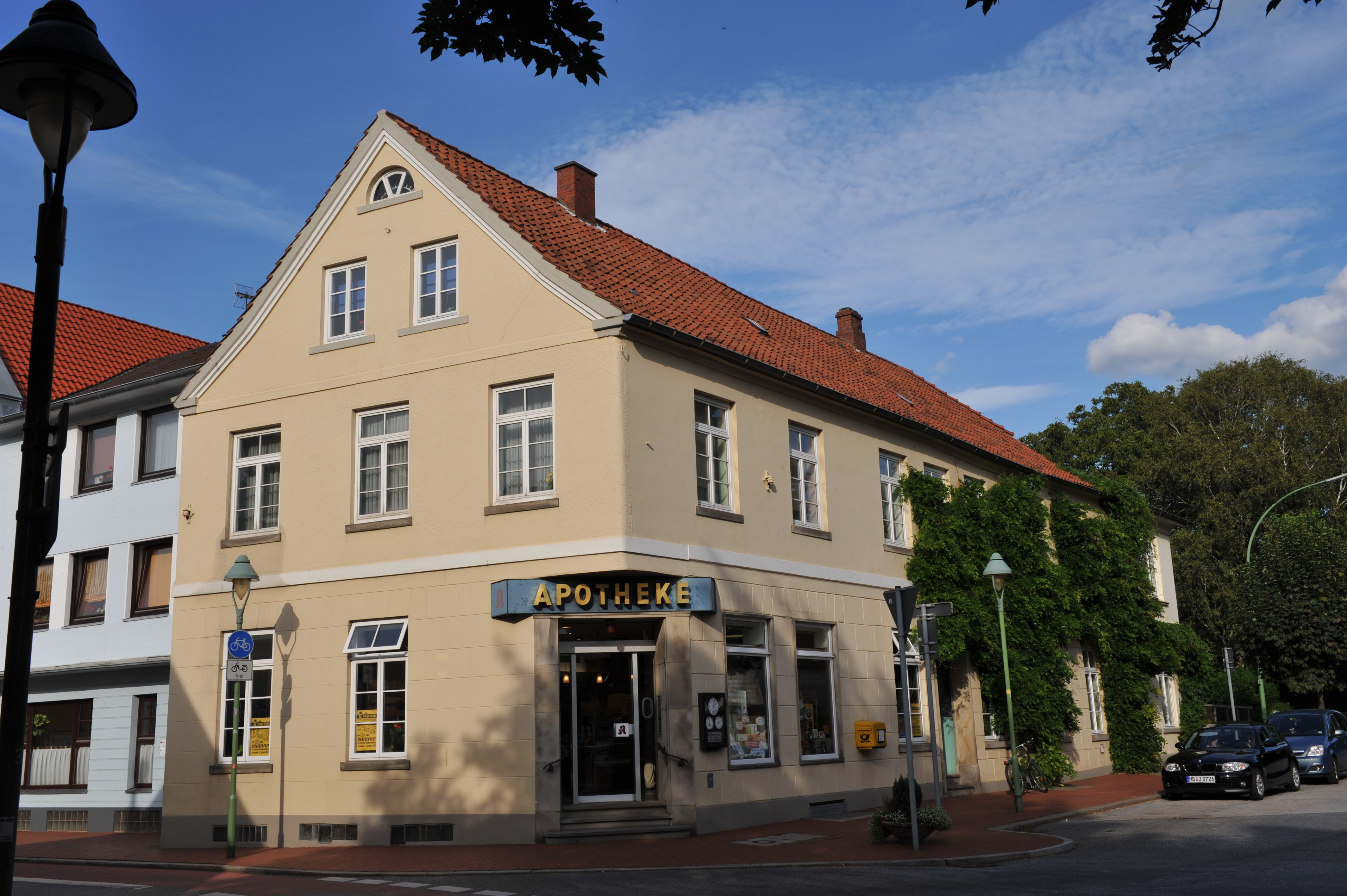
Alte Privilegierte Apotheke

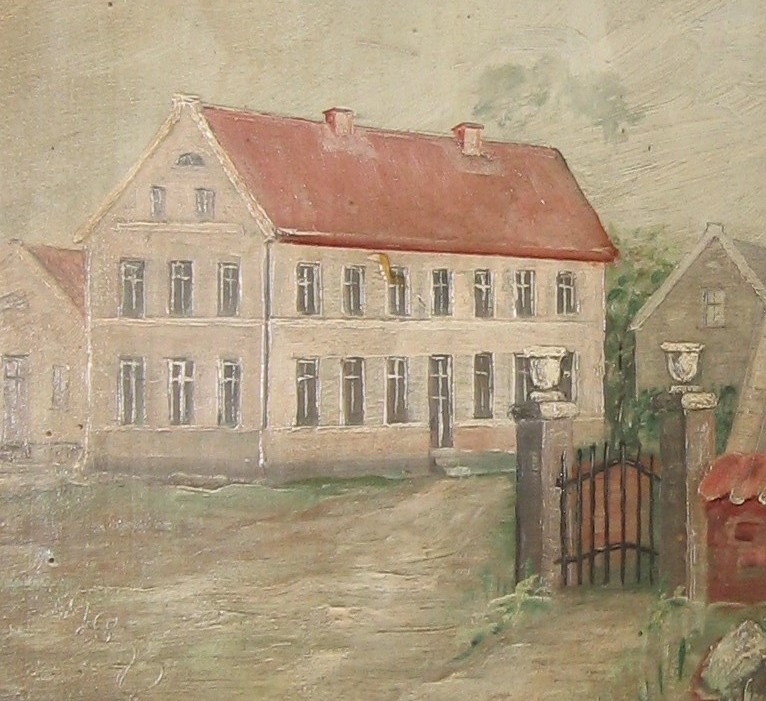
Alte Privilegierte Apotheke auf einem Gemälde von 1868

Die Alte Privilegierte Apotheke Lehe in Bremerhaven-Lehe, Ortsteil Klushof, Poststraße 1, Ecke Lange Straße, wurde um 1674 bzw. 1802 gebaut.
Das Gebäude steht seit 1980 unter Bremer Denkmalschutz.

## Geschichte
Um 1674, als das Haus errichtet wurde, gehörte der Flecken Lehe noch zum  schwedischen Herzogtum Bremen und von 1719 bis 1866 zum Kurfürstentum Braunschweig-Lüneburg bzw. Königreich Hannover.
Der Apotheker und Gewürzkrämer Petrus Schombart aus Bremen ließ das schlichte, eventuell schon damals zweigeschossige barocke Haus vermutlich schon 1674 bauen. Bereits 1674 beantragte er mit Fürsprache des schwedischen Festungskommandanten der Carlsburg die Erlaubnis für die Einrichtung einer privilegierten, ordentlichen Apotheke in Lehe für den Bereich des späteren Amtes Lehe und erhielt 1677 die Zustimmung der braunschweig-lüneburgischen Räte in Stade, dem Regierungssitz des Herzogtums Bremen. Das Privileg wurde 1680 durch die nunmehr wieder schwedische Regierung erweitert.
Nach einem Brand von 1801 erfolgte 1802 ein Wiederaufbau.
1811 vermietete die Apothekerin Wilhelmine Kindervatter im Obergeschoss an die französische Besatzungsmacht Räume für ein neues Tribunalgericht in Lehe. Nach der Vertreibung der Franzosen Ende 1813 setzte Hannover 1814 Ernst Friedrich Haltermann als neuen Richter ein. Vermutlich nutzten er und seine Nachfolger die Räume im Obergeschoss der Apotheke weiter als Gericht, bis 1830 in der Lange Str. 119 ein neues Amtsgericht mit einer geräumigen Dienstwohnung für den Richter bezogen werden konnte.
1825 entfiel das besondere, begünstigende Privileg durch den Flecken Lehe, der 1821 über 1500 Einwohner hatte. 1832 wurde im 1827 gegründeten Bremerhaven eine weitere Apotheke eröffnet. Um 1900 fand ein größerer Umbau statt, bei dem auch ein neuer Haupteingang zur Ecke Lange Straße/Eisenbahnstraße hin geschaffen wurde.
Das Gebäude wird bis heute (2022) als Apotheke und Wohnhaus genutzt. Viele Einrichtungen aus früheren Zeiten sind erhalten geblieben. Ein Teil der Kellerräume dürfte in das 17. Jahrhundert zurückgehen.

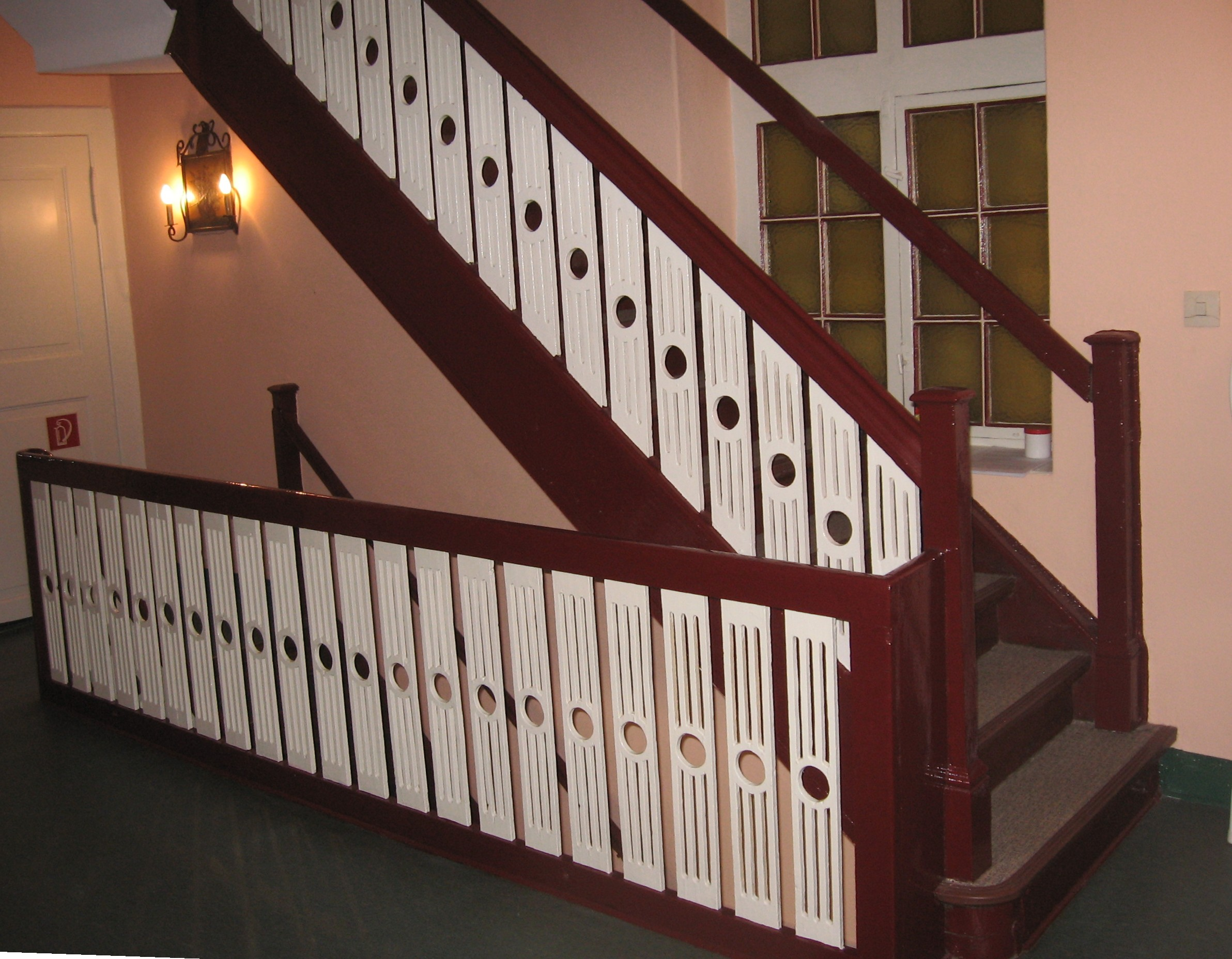
Treppe von 1802